# Mastki
Mastki – wieś w Polsce położona w województwie łódzkim, w powiecie łowickim, w gminie Chąśno.
Wieś duchowna położona była w drugiej połowie XVI wieku w powiecie gąbińskim ziemi gostynińskiej województwa rawskiego. Była wsią klucza łowickiego arcybiskupów gnieźnieńskich. W latach 1954–1968 wieś należała i była siedzibą władz gromady Mastki, po jej zniesieniu w gromadzie Chąśno. W latach 1975–1998 miejscowość administracyjnie należała do województwa skierniewickiego.